# Giuseppe Forlivesi
Giuseppe Forlivesi (28. březen 1894, Brisighella Italské království – 3. leden 1971, Řím Itálie) byl italský fotbalový útočník a trenér.
Fotbalovou kariéru začal v klubu Hellas Verona. Hrál tam čtyři roky a pak v roce 1914 odešel do Modeny ve kterém zůstal 13 let.
Za reprezentaci odehrál 10 utkání. První utkání odehrál 13. května 1920 proti Nizozemsku (1:1). Byl na OH 1920.
Po fotbalové kariéře se stal na jednu sezonu trenérem v Pise.

## Hráčské úspěchy

### Reprezentační
- 1x na OH (1920)